# Scott Pruitt
Edward Scott Pruitt, född 9 maj 1968 i Danville i Kentucky, är en amerikansk jurist och republikansk politiker. Mellan åren 2011 och 2017 var han federal åklagare i Oklahoma. Mellan 17 februari 2017 och 6 juli 2018 var han chef för miljömyndigheten Environmental Protection Agency (EPA) i Trumps kabinett.
I juni 2018, i samband med att missförhållanden uppvisats, hade flera konservativa röster börjat föreslå att Pruitt skulle avgå. Den 5 juli 2018, meddelade Pruitt att han skulle avgå från sitt ämbete den 6 juli.

## Karriär
Pruitt avlade dubbla kandidatexamen i statsvetenskap och kommunikation vid Georgetown College 1990. Därefter studerade han juridik och avlade juristexamen vid University of Tulsa 1993. Efter studierna arbetade Pruitt vid en advokatbyrå i Tulsa i Oklahoma och specialiserade sig på konstitutionell rätt.
Den 7 december 2016 meddelade USA:s då tillträdande president Donald Trump att han valt Pruitt som chef för miljömyndigheten Environmental Protection Agency (EPA) i sitt kabinett som tillträder den 20 januari 2017. Den 17 februari 2017 godkändes nomineringen i senaten och samma dag svors Pruitt in som chef för EPA.

## Chef för EPA
Den 28 april 2017, sparkade Pruitt forskare från byråns 18-medlem styrelse för vetenskapliga rådgivare, vilket tyder på att han ville ersätta dem med branschrepresentanter.
I oktober 2017, tog Pruitt bort flera forskare från EPA:s rådgivande paneler och förbjöd varje forskare som får bidrag från EPA från och med då betjäna dessa paneler. I december 2017, hade 700 anställda lämnat EPA under Pruitts ämbetstid, inklusive över 200 forskare. Under den tiden anställde Pruitt 129 personer, inklusive 7 forskare.
Han efterträddes på posten av Andrew R. Wheeler.